# Okljuka
Okljuka – wieś w Słowenii, w gminie Metlika. W 2018 roku liczyła 9 mieszkańców.